# Tamaki (Mie)
Tamaki (玉城町 Tamaki-chō?) es un pueblo localizado en la prefectura de Mie, Japón. En junio de 2019 tenía una población de 15.196 habitantes y una densidad de población de 371 personas por km². Su área total es de 40,91 km².

## Geografía

### Localidades circundantes
- Prefectura de Mie
  - Ise
  - Watarai
  - Taki
  - Meiwa

## Demografía
Según datos del censo japonés, la población de Tamaki ha aumentado en los últimos años.
| Año del censo | Población |
| ------------- | --------- |
| 1995          | 13.313    |
| 2000          | 14.284    |
| 2005          | 14.831    |
| 2010          | 15.297    |
| 2015          | 15.431    |